# Obszar funkcjonalny
Obszar funkcjonalny – obszar szczególnego zjawiska z zakresu gospodarki przestrzennej lub występowania konfliktów przestrzennych, stanowiący zwarty układ przestrzenny składający się z funkcjonalnie powiązanych terenów, charakteryzujących się wspólnymi uwarunkowaniami i przewidywanymi jednolitymi celami rozwoju.